# التوأمان (أنمي)
التوأمان (باليابانية: おちゃめなふたご ―クレア学院物語―) مسلسل أنمي ياباني أنتج عام 1991 قامت بهذا العمل
شركة طوكيو موفي شينشا اليابانية .المسلسل مقتبس عن سلسلة رواية مدرسة كلير الداخلية للكاتبة الأطفال البريطانية انيد بليتون.

## قصة المسلسل
يتناول المسلسل قصة التوأمان باتريشيا وايزابيل سولفان تلميذتان المتفوقتان اللائي يتخرجن من مدرسة رود روف ويقررا ابويهما ارسالهم إلى مدرسة الغد الداخلية.

## روابط خارجية
- التوأمان على موقع IMDb (الإنجليزية)
- التوأمان على موقع كينوبويسك (الروسية)
- التوأمان على موقع قاعدة بيانات الفيلم (الإنجليزية)
- التوأمان على موقع ANN anime (الإنجليزية)